# NRZ (прямой)
NRZ- (non return to zero) код (англ. код без возвращения к нулю; иногда в литературе встречаются термины «униполярный NRZ», «биполярный NRZ», «код без возвращения к нулю», «потенциальный код NRZ») — один из способов линейного кодирования (физического кодирования, канального кодирования, манипуляция сигнала, модуляция, импульсно-кодовая модуляция), используется при передаче дискретных сообщений в канале связи, формируя сигнал, передаваемый на расстояние. Т. е., при передаче информации на расстояние информация представляется в цифровом виде и в канал связи формируется сигнал в соответствии с кодом: логическому нулю соответствует нижний уровень сигнала, логической единице соответствует верхний уровень сигнала; информационные переходы происходят на границах значащего интервала.  
NRZ-код не является самосинхронизирующимся (т. е., в самом коде не предусмотрены последовательности, по которым возможно синхронизировать приёмник с передатчиком), поэтому в устройствах передачи данных для синхронизации сигнала применяют скремблирование — в последовательность специально вводят детерминированный процесс (например, стартовый и стоповый бит), по которому происходит синхронизация тактовой частоты приёмника с передатчиком (см. интерфейс RS-232, RS-485). В спектре сигнала присутствует низкочастотная составляющая, которая приближается к постоянному сигналу при передаче серии передаваемых последовательностей из логических «единиц» или «нулей».  

## Достоинства
- Простота реализации кода — код полностью соответствует поступающей на вход передатчика битовой последовательности и никаких дополнительных преобразований выполнять не нужно[9];
- Минимальная необходимая полоса пропускания линии связи[9].

## Недостатки
- Наличие ёмкостного сопротивления (в униполярном коде) — нарастание в проводном канале связи постоянной составляющей (паразитной ёмкости), которое препятствует функциональности электрооборудования[7] (проблема решается за счет использования биполярного кода);
- Нарушение плотности следования единичных импульсов (плохая синхронизация приёмника и передатчика) — при передаче последовательности логических нулей или единиц происходит рассинхронизация передатчика и приемника[7].
- Для синхронизации передатчика с приемником применяется избыточность передачи данных (вводятся детерминированные последовательности, по которым производится синхронизация) или скремблирование[9][10], что усложняет реализацию и уменьшает скорость передачи данных.

## Область применения
- Протокол RS-232, RS-485 (последовательный интерфейс);
- Стандарт АТМ155.